# Rußstelzenläufer
Der Rußstelzenläufer (Himantopus novaezelandiae, maorisch Kaki) auch Schwarze Stelzenläufer ist eine Vogelart aus der Familie der Säbelschnäbler (Recurvirostridae), die in Neuseeland endemisch ist.

## Merkmale
Gestaltlich ähnelt der Rußstelzenläufer dem gemeinen Stelzenläufer, ist von diesem aber leicht durch sein vollständig schwarzes Gefieder zu unterscheiden. Außerdem sind die Beine etwas kürzer und der Schnabel ist etwas länger als bei der verwandten Art. Die Beine sind rosafarben. Flügel und Rücken schimmern in einem metallischen Grünton.
Bei Jungtieren sind das Gesicht, der Hals und die Unterseite des Rumpfes weiß. Noch im zweiten Lebensjahr zeigen juvenile Rußstelzenläufer weiße Flecken im Gefieder.

## Verbreitung und Lebensraum
Der Rußstelzenläufer ist auf Neuseeland endemisch. Während er früher auf beiden Inseln Neuseelands weit verbreitet war, brütet er heute nur noch im Mackenzie-Becken im Zentrum der Südinsel. Außerhalb der Brutzeit bleiben die meisten Vögel in der Nähe des Brutgebiets, einige ziehen zur Küste, sehr wenige ziehen noch weiter und überwintern auf der Nordinsel.

## Lebensweise
Rußstelzenläufer sind einzelgängerische Vögel. Ihre Brutzeit fällt in die Zeit zwischen September und Januar. Ihr Gelege umfasst drei bis sechs Eier, die von beiden Partnern bebrütet werden. Die Nahrung besteht hauptsächlich aus den Larven von Eintagsfliegen, Köcherfliegen, Steinfliegen, Libellen und Mücken sowie aus kleinen Fischen, seltener auch aus ausgewachsenen Insekten, Mollusken und Würmern.
Insgesamt gibt es im Verhalten weitgehende Übereinstimmungen mit dem gemeinen Stelzenläufer.

## Systematik
Von manchen Zoologen wird der Rußstelzenläufer als Unterart des gemeinen Stelzenläufers (Himantopus himantopus) betrachtet. Der gemeine Stelzenläufer ist mit einer Unterart (H. h. leucocephalus) ebenfalls auf Neuseeland vertreten. Gelegentlich kreuzen sich beide Arten, die hierbei entstehenden Hybride ähneln dem gemeinen Stelzenläufer, haben aber typischerweise einen schwarzen Vorderhals und schwarze Flecken an Brust und Bauch.

## Bedrohung und Schutz
In den 1940ern gab es etwa 500 bis 1000 Rußstelzenläufer. Vor allem auf Neuseeland eingeschleppte Beutegreifer wie Katzen und Wiesel sowie Ratten und Igel führten den Zusammenbruch der Population herbei, indem sie adulte Vögel, Junge und Eier fraßen. Auch die Trockenlegung von Sumpfgebieten sowie die Begradigung von Flüssen trugen zum drastischen Bestandsrückgang bei.
2001 gab es nur noch sieben Brutpaare. Seitdem hat sich die Anzahl brütender Vögel durch intensive Schutzmaßnahmen konstant erhöht und lag 2005 bei 17. Mit dieser extrem geringen Anzahl wird der Rußstelzenläufer von der IUCN als vom Aussterben bedroht eingestuft.
Die Schutzmaßnahmen umfassen Renaturierungen in vormals trockengelegten Gebieten sowie eine aktive Bekämpfung der Beutegreifer in den Brutgebieten der Vögel. So werden rund um die Nistgebiete Fallen aufgestellt. 25 Rußstelzenläufer werden in Gefangenschaft gehalten, die Aussetzung auf einer Insel ohne Beutegreifer ist in Vorbereitung.

## Referenzen
- Peter H. Barthel, Christine Barthel, Einhard Bezzel, Pascal Eckhoff, Renate van den Elzen, Christoph Hinkelmann, Frank Dieter Steinheimer: Die Vögel der Erde – Arten, Unterarten, Verbreitung und deutsche Namen. 3. Auflage. Deutsche Ornithologen-Gesellschaft, Radolfzell 2002 (do-g.de [PDF]).
- Josep del Hoyo et al.: Handbook of the Birds of the World. Band 3: Hoatzins to Auks. Lynx Edicions, Barcelona 1996, ISBN 84-87334-20-2.